# Мільково
Мі́льково (рос. Мильково) — присілок у складі Ленінського міського округу Московської області, Росія.

## Населення
Населення — 191 особа (2010; 128 у 2002).
Національний склад (станом на 2002 рік):
- росіяни — 92 %